# Cisoka (Cikijing)
Cisoka is een bestuurslaag in het regentschap Majalengka van de provincie West-Java, Indonesië. Cisoka telt 1973 inwoners (volkstelling 2010).